# Gare d'Aubrives
La gare d'Aubrives est une gare ferroviaire française de la ligne de Soissons à Givet, située sur le territoire de la commune d'Aubrives, dans le département des Ardennes, en région Grand Est. 
C'est une halte voyageurs de la Société nationale des chemins de fer français (SNCF), desservie par des trains TER Grand Est.

## Situation ferroviaire
Établie à 117 m d'altitude, la gare d'Aubrives est située au point kilométrique (PK) 199,818 de la ligne de Soissons à Givet, entre les gares ouvertes de Vireux-Molhain et de Givet
Elle dépend de la région ferroviaire de Reims. Elle dispose de deux voies principales (V1 et V2) et de deux quais d'une « longueur continue maximale » (longueur utile) de 195 m pour le quai 1 de la voie V1 et de 117 m pour le quai 2 de la voie V2.

## Histoire
En 1888 la gare est desservie par les trains qui effectuent la relation entre les gare de Namur, en Belgique, et de Reims.

## Fréquentation
Selon les estimations de la SNCF, la fréquentation annuelle de la gare figure dans le tableau ci-dessous.
| Année     | 2015  | 2016  | 2017  | 2018  | 2019   | 2020  | 2021  | 2022   | 2023   | 2024   |
| --------- | ----- | ----- | ----- | ----- | ------ | ----- | ----- | ------ | ------ | ------ |
| Voyageurs | 9 739 | 9 191 | 9 767 | 9 357 | 10 424 | 9 818 | 9 456 | 11 188 | 16 205 | 13 492 |

## Service des voyageurs

### Accueil
Halte SNCF, c'est un point d'arrêt non géré (PANG), à entrée libre. Elle est équipée d'abris de quai et de panneaux d'informations.

### Desserte
Aubrives est desservie par des trains du réseau TER Grand Est de la relation de Charleville-Mézières à Givet.

### Intermodalité
Un parc pour les vélos est aménagé.

## Société métallurgique d'Aubrives-Villerupt
Proche de la gare, l'importante usine de la Société métallurgique d'Aubrives-Villerupt, créée par fusion en 1894, disposait d'un embranchement particulier qui lui permettait notamment, la réception de la fonte venant de l'usine de Villerupt, mais aussi le départ de sa production entre autres des éléments de support des viaducs du Métro de Paris, composé de cent soixante colonnes.

## Dans la littérature
Dans le récit souriant d'une épopée touristique au long de Sambre et Meuse recueilli dans Chemins d'eau, Jean Rolin s'extasie devant la succession des gares qui ponctuent son trajet de Givet à Charleville-Mézières (pour lui, chacune « pourrait être celle où débarque le narrateur d'Un balcon en forêt ») et spécialement des panneaux invitant à prendre garde au train croiseur, où il choisit de lire « sans doute une allusion, pour les enfants, à quelque moloch du premier âge industriel ».